# Wełecz
Wełecz – wieś w Polsce, położona w województwie świętokrzyskim, w powiecie buskim, w gminie Busko-Zdrój.
| SIMC    | Nazwa      | Rodzaj     |
| ------- | ---------- | ---------- |
| 0233046 | Bogoria    | kolonia    |
| 0233052 | Komorna    | część wsi  |
| 0233069 | Stara Wieś | przysiółek |

Do 1870 istniała gmina Wełecz.
W latach 1975–1998 miejscowość administracyjnie należała do województwa kieleckiego.
Na terenie wsi Wełecz znajduje się centrala oraz baza magazynowa Grupy Polskie Składy Budowlane S.A. oraz firmy spedycyjnej Eko-Trans.
Przez wieś przechodzi  niebieski szlak turystyczny z Pińczowa do Wiślicy.
W czasie II wojny światowej w pobliskim Lesie Wełeckim władze okupacyjne dokonywały masowych egzekucji Polaków.